# Fana Ashby
Fana Ashby (* 15. Juni 1981 in Petit Valley) ist eine ehemalige Leichtathletin aus Trinidad und Tobago, die sich auf den Sprint spezialisiert hat. 2007 gewann sie mit der 4-mal-100-Meter-Staffel ihres Landes die Bronzemedaille bei den NACAC-Meisterschaften.

## Sportliche Laufbahn
Erste internationale Erfahrungen sammelte Fana Ashby vermutlich im Jahr 1996, als sie bei den CARIFTA Games in Kingston in 12,22 s die Bronzemedaille im 100-Meter-Lauf gewann. Im Jahr darauf siegte sie bei den CARIFTA Games in Bridgetown 12,03 s und 24,23 s über 100 und 200 Meter und anschließend belegte sie bei den Panamerikanischen Juniorenmeisterschaften in Havanna in 12,05 s den siebten Platz über 100 Meter und gelangte im 200-Meter-Lauf mit 24,64 s auf Rang sechs. 1998 gewann sie bei den CARIFTA Games in Port of Spain in 11,63 s bzw. 23,74 s jeweils die Bronzemedaille über 100 und 200 Meter in der U20-Altersklasse und bei den Zentralamerika- und Karibikjuniorenmeisterschaften in George Town gewann sie in 11,58 s die Silbermedaille über 100 Meter und siegte mit neuem Meisterschaftsrekord von 23,43 s im 200-Meter-Lauf. Daraufhin belegte sie bei den Juniorenweltmeisterschaften in Annecy in 11,65 s den sechsten Platz über 100 Meter und ging über 200 Meter im Halbfinale nicht mehr an den Start. Im Jahr darauf gewann sie bei den CARIFTA Games in Fort-de-France in 11,63 s und 23,58 s jeweils die Silbermedaille über 100 und 200 Meter und 2000 gewann sie bei den CARIFTA Games in St. George’s in 23,86 s die Bronzemedaille über 200 Meter. Anschließend gewann sie bei den Zentralamerika- und Karibikjuniorenmeisterschaften in San Juan in 11,57 s die Bronzemedaille über 100 Meter und siegte in 23,67 s im 200-Meter-Lauf. Zudem gewann sie in der 4-mal-100-Meter-Staffel in 46,20 s die Silbermedaille. Daraufhin nahm sie über 100 Meter an den Olympischen Sommerspielen in Sydney teil und schied dort mit 11,85 s in der ersten Runde aus. Im Oktober gewann sie bei den Juniorenweltmeisterschaften in Santiago de Chile in 11,47 s die Bronzemedaille über 100 Meter und wurde über 200 Meter im Viertelfinale disqualifiziert. 
2001 belegte sie bei den Zentralamerika- und Karibikmeisterschaften (CAC) in Guatemala-Stadt in 11,76 s den fünften Platz über 100 Meter und kam über 200 Meter nicht ins Ziel. 2002 startete sie bei den Commonwealth Games in Manchester und schied dort mit 11,46 s im Halbfinale über 100 Meter aus und mit der 4-mal-400-Meter-Staffel belegte sie in 3:39,14 min den siebten Platz. Im Jahr darauf schied sie bei den Hallenweltmeisterschaften in Birmingham mit 7,43 s in der ersten Runde im 60-Meter-Lauf aus und im Juli siegte sie in 11,32 s über 100 Meter bei den CAC-Meisterschaften in St. George’s über 100 Meter. Anschließend belegte sie bei den Panamerikanischen Spielen in Santo Domingo in 11,52 s den achten Platz über 100 Meter und verpasste über 200 Meter mit 23,97 s den Finaleinzug. Zudem gelangte sie mit der 4-mal-100-Meter-Staffel mit 43,97 s auf Rang vier. 2004 nahm sie erneut an den Olympischen Sommerspielen in Athen teil, schied dort mit 11,54 s im Viertelfinale über 100 Meter aus und kam mit der 4-mal-100-Meter-Staffel im Vorlauf nicht ins Ziel.
2005 gewann sie bei den Zentralamerika- und Karibikmeisterschaften in Nassau in 11,40 s die Bronzemedaille über 100 Meter hinter der Bahamaerin Chandra Sturrup und Tahesia Harrigan von den Britischen Jungferninseln. Zudem kam sie mit der 4-mal-100-Meter-Staffel nicht ins Ziel. Im Jahr darauf schied sie bei den Commonwealth Games in Melbourne mit 11,57 s im Halbfinale über 100 Meter aus, bestritt die restliche Saison aber keine Wettkämpfe mehr. 2007 gewann sie bei den erstmals ausgetragenen NACAC-Meisterschaften in San Salvador in 43,98 s gemeinsam mit Ayanna Hutchinson, Sasha Springer-Jones und Nandelle Cameron die Bronzemedaille in der 4-mal-100-Meter-Staffel hinter den Teams aus Jamaika und den Vereinigten Staaten. Anschließend gelangte sie bei den Panamerikanischen Spielen in Rio de Janeiro mit der Staffel mit 44,33 s auf Rang sieben. Im Juli 2009 bestritt sie in Port-of-Spain ihren letzten offiziellen Wettkampf und beendete daraufhin ihre aktive sportliche Karriere im Alter von 28 Jahren.
In den Jahren 1999 und von 2001 bis 2004 wurde Ashby trinidadisch-tobagische Meisterin im 100-Meter-Lauf und 2001 und 2003 siegte sie auch über 200 Meter. 

## Persönliche Bestzeiten
- 100 Meter: 11,08 s (0,0 m/s), 9. Mai 2003 in Levelland
  - 60 Meter (Halle): 7,18 s, 12. März 2005 in Fayetteville
- 200 Meter: 23,05 s, 21. Juni 2003 in Port-of-Spain
  - 200 Meter (Halle): 22,91 s, 12. März 2005 in Fayetteville